# Erik Abrahamsson Leijonhufvud
Erik Abrahamsson Leijonhufvud, exécuté le 8 novembre 1520 lors du bain de sang de Stockholm, était un chevalier, riksråd et maréchal suédois. Il est le fils d'Abraham Kristiernsson Leijonhufvud et de Brigitte Månsdotter.

## Biographie
Erik Abrahamsson est mentionné à Ekeberg (sv) dans la paroisse de Lillkyrka (sv) et à Loholmen dans la paroisse d'Erska (sv). Il est mentionné comme chevalier le 31 octobre 1499. Le 15 juin 1509, il est mentionné comme siégant au conseil dans le cadre d'un jugement à Stockholm. La même année, il est envoyé par Svante Nilsson avec des lettres importantes à l'archevêque Jakob Ulvsson. En 1510, Erik Abrahamsson participe au siège de Borgholm. En 1511, il est hövitsman (sv) à Örebrohus (château d'Örebro (sv)) et, le 17 novembre de la même année, il est témoin du don du matin à l'occasion du mariage de Sten Sture le Jeune.
Le 18 janvier 1512, il se marie à Söderköping avec Ebba Eriksdotter Vasa. La même année, il est nommé gouverneur de l'Östergötland et le 7 janvier 1513, il y devient juge en chef. En 1513, Sten Sture demande au clergé, aux paysans contribuables de la couronne et aux gens du peuple, réunis à Skara, d'être obéissants et réceptifs à Erik Abrahamsson pendant qu'ils assistent à la réunion du seigneur à Copenhague, tout comme ils l'avaient été à l'égard d'Åke Hansson à l'époque de Sten et Svante Nilsson Sture l'Ancien. On peut supposer que cela fait référence à la nomination d'Abrahamsson en tant que maréchal du royaume.
Au cours des années suivantes, il apparaît plusieurs fois en tant que conseiller et, le 29 septembre 1518, il est encore officier de cour au château d'Örebro et sur le Västergötland.
En janvier 1520, Sten Sture le Jeune ordonne qu'une armée danoise, qui tente d'étouffer les efforts suédois pour la liberté, soit arrêtée à Tiveden. Pour une raison ou une autre, Abrahamsson aide les Danois à franchir le retranchement suédois.
Après la mort de Sten Sture le Jeune, Erik Abrahamsson se rend à Kristian et est capturé par les roturiers favorables à Sture. Il est toutefois libéré devant la Diète de Stockholm. Le 6 mars 1520, il fait partie des signataires du traité de paix avec le Danemark ; le 5 septembre, avec les conseillers suédois et danois, il signe l'accord entre Christian II et Christine Gyllenstierna ; le 7 septembre, avec les autres conseillers suédois, il signe la reddition du château de Stockholm à Christian II. Deux mois plus tard, il est exécuté lors du bain de sang de Stockholm, bien qu'il n'ait pas été inscrit sur la liste des hérétiques.

### Famille
Erik Abrahamsson se marie le 18 janvier 1512 à Söderköping avec Ebba Eriksdotter Vasa, fille d'Éric Karlsson Vasa et d'Anna Karlsdotter Vinstorpasläkten. Ils ont ensemble :
1. Abraham Eriksson (sv) (1512/1513-1556) ;
2. Brigitte Eriksdotter (sv) (1514-1572), qui épouse Gustave Stenbock (sv) ;
3. Anne Eriksdotter (morte en bas âge) ;
4. Marguerite Eriksdotter (1516-1551), reine de Suède après son union avec Gustave Vasa ;
5. Anne Eriksdotter (1517-1540), mariée au conseiller Axel Eriksson Bielke (sv) ;
6. Sten Eriksson (en) (1518-1568)
7. Marthe Eriksdotter (sv) (1520-1584), mariée à Svante Stensson Sture (en), membre du Riksdag[5].